# Gorāzān-e Soflá
Gorāzān-e Soflá (persiska: گرازان سفلی) är en ort i Iran.   Den ligger i provinsen Kermanshah, i den västra delen av landet, 500 km väster om huvudstaden Teheran. Gorāzān-e Soflá ligger 774 meter över havet och antalet invånare är 189.
Terrängen runt Gorāzān-e Soflá är huvudsakligen kuperad, men åt nordväst är den platt.Runt Gorāzān-e Soflá är det ganska glesbefolkat, med 38 invånare per kvadratkilometer. Närmaste större samhälle är Gīlān-e Gharb, 3,5 km söder om Gorāzān-e Soflá. Omgivningarna runt Gorāzān-e Soflá är i huvudsak ett öppet busklandskap.